# Adesmus vilhena
Adesmus vilhena är en skalbaggsart som beskrevs av Maria Helena M. Galileo och Martins 1999. Adesmus vilhena ingår i släktet Adesmus och familjen långhorningar. Inga underarter finns listade i Catalogue of Life.